# Klæmint Olsen
Klæmint Andrasson Olsen (* 17. Juli 1990 in Runavík) ist ein faröischer Fußballspieler auf der Position des Mittelstürmers. Er spielt für den färöischen Verein NSÍ Runavík sowie die färöische Nationalmannschaft und ist Rekordtorschütze der Betrideildin.

## Verein
Olsen lief zunächst 2007 für die zweite Mannschaft von NSÍ Runavík in der zweiten Liga auf, sein erstes Spiel bestritt er am ersten Spieltag beim 1:0-Heimsieg gegen B36 Tórshavn II und wurde in der 81. Minute für Jan Nónklett ausgewechselt. Die ersten beiden Tore gelangen ihm am zweiten Spieltag beim 5:0-Auswärtssieg gegen KÍ Klaksvík II. Während der Saison stieg er von der zweiten in die erste Mannschaft auf und wurde an der Seite von Jóhan Troest Davidsen, Hjalgrím Elttør, Jónhard Frederiksberg, Christian Høgni Jacobsen, Jens Martin Knudsen, Bogi Løkin, Pól Thorsteinsson und Einar Tróndargjógv färöischer Meister. Olsen kam insgesamt fünfmal in der ersten Liga zum Einsatz, das erste Mal am 10. Spieltag beim 1:0-Auswärtssieg gegen Skála ÍF, als er in der 79. Minute für Anderson Cardena eingewechselt wurde.
2008 spielte Olsen im Atlantic Cup gegen Valur Reykjavík und verlor mit 2:5, nachdem er in der 65. Minute eingewechselt wurde. Erst in der zweiten Saisonhälfte kam er vermehrt in der ersten Liga zum Einsatz. 2009 bestritt er seine letzten Spiele für die zweite Mannschaft und erzielte am siebten Spieltag beim 3:2-Auswärtssieg gegen B36 Tórshavn auch sein erstes Erstligator zum 2:2-Ausgleich. Zwischen 2013 und 2016 wurde Olsen viermal in Folge Torschützenkönig der färöischen Liga, ein fünftes Mal 2019. 2015 stand er mit NSÍ Runavík zum ersten Mal im Pokalfinale, welches mit 0:3 gegen Víkingur Gøta verloren wurde.
2017 gewann er mit Runavík den färöischen Pokal durch ein 1:0 gegen B36 Tórshavn. Im Spiel um den Supercup gegen Meister Víkingur Gøta verlor seine Mannschaft im Elfmeterschießen.
Mit 224 Toren ist Olsen Rekordtorschütze der ersten färöischen Liga (Stand: 10. Februar 2025).

### Europapokal
In 19 Europapokalspielen erzielte Olsen vier Treffer. Beim Rückspiel von NSÍ Runavík gegen Dinamo Tiflis in der 1. Qualifikations runde zur UEFA Champions League 2008/09 wurde er beim Endstand von 1:0 in der 83. Minute eingewechselt. Aufgrund der 0:3-Hinspielniederlage schied NSÍ aus. Sein erstes Tor gelang ihm beim 4:3-Sieg im Rückspiel gegen Linfield FC bei der 1. Qualifikationsrunde zur UEFA Europa League 2015/16, auch hier schied NSÍ aufgrund der 0:2-Niederlage im Hinspiel aus. Ein Dreierpack gelang ihm in der 1. Qualifikationsrunde zur Europa League 2018/19 bei der 4:6-Niederlage im Rückspiel gegen Hibernian Edinburgh. Das Hinspiel wurde mit 1:6 verloren.

## Nationalmannschaft
Olsen war mehrfach färöischer Jugendnationalspieler. Am 7. September 2012 debütierte er für die färöische A-Nationalmannschaft bei der 0:3-Niederlage im WM-Qualifikationsspiel gegen Deutschland in Hannover, als er in der 85. Spielminute für Jóan Símun Edmundsson eingewechselt wurde. Sein erstes und bislang einziges A-Länderspieltor in 28 Spielen erzielte er bei der 1:4-Niederlage gegen Spanien im EM-Qualifikationsspiel am 7. Juni 2019 in Tórshavn.

## Erfolge
- 1× Färöischer Meister: 2007
- 1× Färöischer Pokalsieger: 2017
- 6× Torschützenkönig der ersten färöischen Liga: 2013, 2014, 2015, 2016, 2019, 2020